# Izar Algueró
Izar Algueró Txibite (Leiza, Navarra, 1996) es una actriz, bailarina y versolari navarra, conocida por haber protagonizado la película Entre el agua y la tierra dirigida por Karlos Alastruey.

## Biografía
Desde pequeña estuvo involucrada en el mundo del espectáculo. En el año 2007 participó en el concurso de talentos musical Egin kantu! de ETB1, junto a Ainhoa Nieto, y quedaron en la tercera posición.
Desde joven se unió al grupo de teatro municipal de Leiza (Navarra). Actualmente forma parte de la compañía de teatro Abarka, con la que ha escenificado la obra Ortentsia izan nahi dut.
En el año 2016 protagonizó el cortometraje Wordlines, dirigido por Karlos Alastruey. En el año 2022 protagonizó la película Entre el agua y la tierra, dirigida por Karlos Alastruey.
Estudió el grado en antropología en la Universidad del País Vasco (UPV/EHU). Compaginaba sus estudios universitarios con su formación teatral y sus trabajos audiovisuales.
Algueró también es versolari profesional. En el año 2019 participó en el libro colectivo Bertsolaritza feminismotik (bir)pentsatzen (Repensando el versolarismo desde el feminismo, en español), publicado por la Universidad Vasca de Verano (UEU), coordinado por las versolaris e investigadoras Miren Artetxe y Ane Labaka.

## Filmografía

### Cine
| Año  | Película                  | Personaje | Director         | Notas        | Referencias |
| ---- | ------------------------- | --------- | ---------------- | ------------ | ----------- |
| 2016 | Worldlines (corto)        | Izar      | Karlos Alastruey |              | [ 12 ]      |
| 2022 | Entre el agua y la tierra | Ura       | Karlos Alastruey | protagonista | [ 13 ]      |

### Televisión
| Año  | Serie / Programa | Personaje                | Canal | Notas       | Referencias |
| ---- | ---------------- | ------------------------ | ----- | ----------- | ----------- |
| 2007 | Egin kantu!      | Ella misma / concursante | ETB1  | 3ª posición | [ 2 ]       |

### Teatro
| Año  | Obra de teatro          | Personaje | Director    | Notas | Referencias          |
| ---- | ----------------------- | --------- | ----------- | ----- | -------------------- |
| 2019 | Ortentsia izan nahi dut |           | Ander Lipus |       | [ 14 ] [ 15 ] [ 16 ] |